# Kari (reus)
Kari is in de Noordse mythologie een Jötun. Hij is de heerser over de wind. Zijn vader is de vorstreus Fornjótr.
Zijn broers zijn Hlér, heerser over het water, en Logi, heerser over het vuur.
Kari is vader van Frosti of van Jökull (afhankelijk van de bron). In ieder geval is hij de grootvader van Snær (sneeuw). Snaer is de vader van Thorri, de vader van koning Nor, de legendarische naamgever van Noorwegen. Van Nor stamt Halfdan de Oude.
De reus Kari uit de Noordse mythologie mag niet worden verward met:
- de moderne vrouwelijke voornaam Kari (de Noorse vorm van Karin)
- de Oudnoordse mannelijke voornaam Kári (in het moderne Noors Kåre)